# جمشید گودرج
جمشید گودرج (به انگلیسی: Jamshyd Godrej) (زاده ۱۹۴۹) کارآفرین، بازرگان و مدیر اجرایی هندی است، که در حال حاضر به‌عنوان مدیر عامل اجرایی و رییس هیئت مدیره شرکت گودرج بویز فعالیت می‌کند. وی از اعضای خانواده گودرج بشمار می‌آید.
بنیانگذار این خانواده اردشیر گودرج می‌باشد. خانواده گودرج هم‌اکنون مالک گروه گودرج است، که از طریق این گروه صنعتی، مالکیت شمار زیادی از شرکت‌ها را در صنایع مختلف در اختیار دارند.